# 関根清三
関根 清三（せきね せいぞう、1950年8月31日 - ）は、日本の倫理学者・聖書学者。専攻は、旧約聖書学・倫理学。 東京大学名誉教授、聖学院大学大学院特命教授。
日本旧約学会会長、日本倫理学会会長、日本基督教学会理事等を歴任、現在、和辻哲郎文化賞選考委員、日本アスペン研究所副理事長。
父は旧約聖書学者の関根正雄。祖父は国文学者の関根正直。

## 経歴
東京都出身。1969年東京都立西高等学校卒業。1974年東京大学文学部倫理学科卒業。1979年、同大学院人文科学研究科博士課程単位取得退学。1980年、ドイツ学術交流会 (DAAD) 奨学生としてミュンヘン大学に留学。1981年から1985年まで、ミュンヘン大学福音神学部にて学術助手。
1985年北海道大学文学部助教授。1988年、東京大学文学部助教授。1994年から2016年まで、東京大学大学院人文科学研究科・文学部教授を務める。この間、ウィーン大学・エッセン大学・放送大学などで客員教授。1989年、Die Tritojesajanische Sammlung (Jes 56-66) redaktionsgeschichtlich untersuchtでミュンヘン大学よりDr.Theol、1996年、「旧約における超越と象徴-解釈学的経験の系譜」で東京大学博士（文学）を授与される。
2016年、東京大学定年退任、同名誉教授。聖学院大学大学院特任教授。
2021年、聖学院大学大学院特命教授。

## 受賞歴
- 1987年：和辻賞
- 1995年：第7回和辻哲郎文化賞（『旧約における超越と象徴』）
- 1998年：第88回日本学士院賞（『旧約における超越と象徴』）
- 2019年：第73回毎日出版文化賞（『内村鑑三』）
- 2022年：文化功労者[1]
- 2024年11月：瑞宝重光章[2][3]

## 著書
- Die Tritojesajanische Sammlung (Jes 56-66) redaktionsgeschichtlich untersucht. (Beiheft zur Zeitschrift für die alttestamentliche Wissenschaft Bd. 175, de Gruyter, 1989) 303 S.
- 『旧約における超越と象徴 -解釈学的経験の系譜-』東京大学出版会、1994年、514+65頁
- 『旧約聖書の思想 24の断章』岩波書店、1998年、281頁
  - 改訂版『旧約聖書の思想　24の断章』講談社学術文庫、2005年、355頁
- Transcendency and Symbols in the Old Testament: A Genealogy of the Hermeneutical Experiences  (Beiheft zur Zeitschrift für die alttestamentliche Wissenschaft Bd.275, de Gruyter,1999)441 S.
- 『倫理思想の源流 －ギリシアとヘブライの場合』放送大学教育振興会、2001年、344頁
- 『倫理の探索 ―聖書からのアプローチ―』中央公論新社・中公新書、2002年、254頁
- A Comparative Study of the Origins of Ethical Thought: Hellenism and Hebraism Rowman & Littlefield Publishers, 2005, 281+xviii pp.
- 『旧約聖書と哲学 現代の問いの中の一神教』岩波書店、2008年、299+xxvii頁
- 『ギリシア・ヘブライの倫理思想』東京大学出版会、2011年、xxiv＋328＋19頁
- Philosophical Interpretations of the Old Testament (Beiheft zur Zeitschrift für die alttestamentliche Wissenschaft Bd.458, de Gruyter,2014), xii+255 S.
- 『内村鑑三　その聖書読解と危機の時代』筑摩書房・筑摩選書、2019年、382頁
- 『旧約における超越と象徴 ―解釈学的経験の系譜〈増補新装版〉』東京大学出版会、2021年、568+65頁

### 共編著
- 『倫理思想辞典』山川出版社、1997年、312頁（星野勉・三嶋輝夫と共同編集）
- 『性と結婚』（『講座 現代キリスト教倫理』第2巻）､キリスト教団出版局、1999年、286頁〔編著〕
- 『死生観と生命倫理』東京大学出版会、1999年、274頁〔編著〕
- 『旧約聖書と現代』鈴木佳秀,並木浩一共著 教文館、2000年、155頁〔共著〕
- 『宗教の倫理学』編 菅野覚明,柳橋博之共著（『現代社会の倫理を考える』17巻）丸善、2003年、180頁〔共著〕
- 『アブラハムのイサク献供物語　アケダー・アンソロジー』日本キリスト教団出版局、2012年、334頁〔編著〕

## 翻訳
- 「アブラハムの遺訓」『聖書外典偽典別巻補遺 1』教文館、1979年、314-360/596-616頁
- ノーマン・ポーチャース『ダニエル書』ATD・NTD聖書註解刊行会、1980年、262頁
- 『イザヤ書』岩波書店（岩波版聖書）、1997年、xvi+355+8頁
- 『エレミヤ書』岩波書店（同上）、2002年、xvi+360+18頁
- イェルク・イェレミアス『なぜ神は悔いるのか 旧約的神観の深層』（丸山まつ共訳） 日本キリスト教団出版局、 2014年、223頁

## 論文
- 関根清三 CiNii